# Capitán Prat (DLH-11)
Il Capitán Prat (pennant number DLH-11) è stato un cacciatorpediniere della Marina Militare del Cile, in servizio dal 1982 al 2006. Fu costruito originariamente per la Royal Navy nel 1966, e dopo 16 anni di servizio fu venduto alla marina cilena, ed intitolato al capitano Arturo Prat, eroe della guerra con il Perù e uno dei protagonisti della battaglia di Iquique (21 maggio 1879).

## Storia
Costruito originariamente per la Royal Navy con il nome di Norfolk presso il cantiere navale Swan Hunter di Wallsend tra il 15 marzo 1966 e il 16 novembre 1967, ed entrò ufficialmente in servizio a Portsmouth il 7 marzo 1970. L'armamento originale si componeva di quattro pezzi Vickers Mk.6 da 114/45 mm suddivisi in due impianti binati, 2 lanciamissili quadrupli per missili superficie-aria Short GWS.21 Sea Cat, 1 lanciamissili binato per missili superficie-aria Hawker Siddeley GWS.2 Seaslug Mk.2, 2 complessi trinati per siluri ASW e un elicottero antisommergibile Westland Wessex HAS Mk.3. Nel 1972 la torre B da 114/45 fu sbarcata, ed al suo posto vennero installati quattro contenitori-lanciatori per missili antinave superficie-superficie Aérospatiale MM-38 Exocet, ma verso la metà degli anni settanta la Royal Navy si rese conto che la versione GWS.2 Seaslug Mk.2 sviluppata dalla Hawker Siddeley, che aveva anche limitate capacità antinave, non garantiva più una buona protezione antiaerea alle unità di superficie. I fondi a disposizione garantivano che solo tre unità del secondo lotto della classe County potessero essere ammodernate nel sistema di comando e controllo, e fu deciso che il Norfolk sarebbe stato utilizzato in ruoli secondari. Dopo un breve utilizzo all'interno della Standing Naval Force Atlantic, un comando navale NATO operante nell'Oceano Atlantico e composto da navi di varie nazionalità, nel 1981 l'unità divenne nave scuola a Dartmouth.
Il 6 aprile 1982  l'unità fu trasferita all'Armada de Chile ricevendo la designazione di DLG-11 e il nome di Capitán Prat. Nel 1985 fu avviato un programma congiunto anglo-cileno che comprendeva la cessione al Cile di tutti i missili Sea Slug in carico alla Royal Navy, la sostituzione dei motori dei missili, e l'introduzione di migliorie al sistema di guida.
Nel 1996 partecipò a esercitazioni aeronavali congiunte con navi francesi e brasiliane al termine delle quali entrò nel cantiere navale ASMAR (AStilleros y Maestranzas de la ARmada) di Talcahuano per subire lavori di rimodernamento. Vennero sbarcati i lanciamissili Sea Cat, sostituiti da due lanciatori verticali a 8 celle per missili superficie-aria IAI Barak I associati al radar di tiro Elta EL/M 22R AMDR (Automatic Missile Detection Radar), e furono installati un sistema di comando e controllo SIS-DFA SP-100, un sistema ESM di provenienza israeliana Elisra 9003 un radar di scoperta aerea Marconi Type 966 in sostituzione del precedente Type 965, un sonar d'attacco ad alta frequenza Kelvin Hughes Type 162M al posto del precedente Type 170, e un sistema di inganno siluri SLQ-25 Nixie.
Al termine del refitting operò sotto le insegne dell'ONU e poi prese parte a esercitazioni congiunte con unità della flotta sudcoreana.  Nel 2001 fu definitivamente rimosso il sistema Sea Slug Mk.2, ed al suo posto fu installato un hangar e un ponte di volo che potevano ospitare due elicotteri Aérospatiale AS.332F-1 Cougar equipaggiati con siluri ASW Honeywell Mk 46 o missili antinave aria-superficie Aérospatiale AM-39 Exocet. 

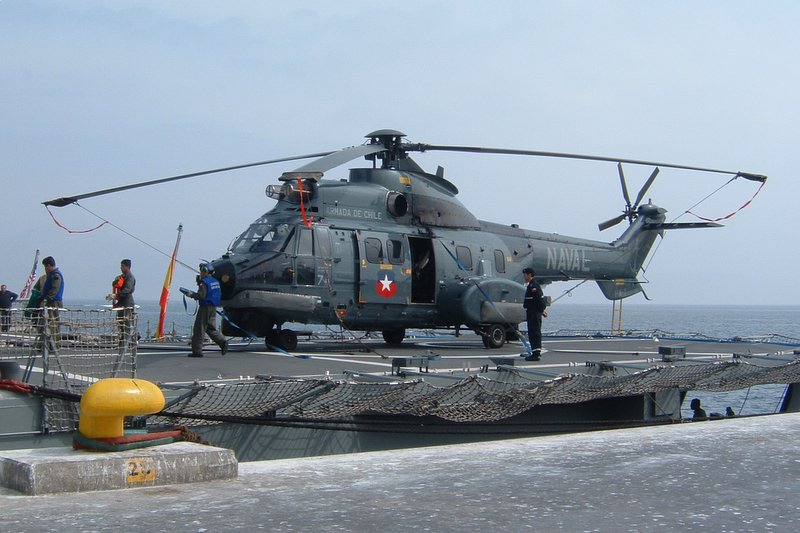
Un elicottero imbarcato Aèrospatiale AS.332F-1 Super Puma

Il 10 luglio di quell'anno il Capitán Prat, ora designato DLH-11, prese parte, insieme alle unità americane Ticonderoga, un incrociatore lanciamissili e Rodney M. Davis, una fregata,  all'operazione SINKEX. Si trattava di un'esercitazione a fuoco che prevedeva l'affondamento della nave da sbarco La Moure County rimasta gravemente danneggiata il 12 settembre 2000 quando aveva urtato una piccola isola rocciosa sulla costa cilena mentre effettuava una esercitazione congiunta con la similare unità cilena Valdivia. I danni erano stati considerati così gravi da sconsigliarne sia la riparazione che il trasferimento negli Stati Uniti. A tale esercitazione parteciparono anche i similari cacciatorpediniere cileni Almirante Cochrane e Blanco Encalada e il britannico Edinburgh.
Posta in riserva il 24 febbraio 2006, la nave fu definitivamente radiata dal servizio l'11 agosto successivo e disarmata. Nel settembre 2008 partì per il Messico dove venne demolita.

### Annotazioni
1. ↑  La sigla significa Automatic Data Automation Weapon System.
2. ↑  I dati dell'armamento e dell'elettronica sono riferiti all'entrata in servizio.
3. ↑  Nel corso del 1981 l'unità era stata invano offerta in vendita alla Royal New Zealand Navy.
4. ↑  Si trattava di un missile superficie-aria supersonico a corto raggio con guida semiattiva (SAHR).
5. ↑  Costruito in Cile dal compartimento elettronico dei cantieri navali ASMAR con l'assistenza della ditta inglese Ferranti.
6. ↑  Vennero anche apportate migliorie all'impianto binato da 114/45, ai contenitori-lanciatori per missili Exocet, resi capaci di operare con i più leggeri MM.40, e ai lanciasiluri trinati, ora equipaggiati solamente con siluri Honeywell Mk 46.
7. ↑  Gli elicotteri erano forniti dall'Escuaron de Helicopteros HS-1 di Viña del Mar, equipaggiato con 7 elicotteri ASuW/ASW Aèrospatiale AS.332F-1 Cougar, sei dei quali dotati di radar di ricerca Thomson-CSF Varan, sonar filabile e sistema ESM Thomson-CSF DR 2000U
8. ↑  Si trattava dell'ex unità statunitense LST-1189 San Bernardino.

### Fonti
1. 1 2 3 4 5  Chant 2014, p. 210.
2. ↑  Drago, Boroli 1992-94, p. 15.
3. 1 2 3  Colledge, Warlow 2006, p. 245.
4. ↑  Programme, Navy Days Portsmouth, 29th-31st August 1971, p.11.
5. 1 2 3  Da Frè 2000, p. 65.

### Periodici
- Giuliano Da Frè, L'Armada de Chile nel XXI secolo, in Rivista Italiana Difesa, n. 6, Chiavari, Giornalistica Cooperativa Riviera s.r.l., giugno 2000,  pp. 64-71.